# Martha Mercader

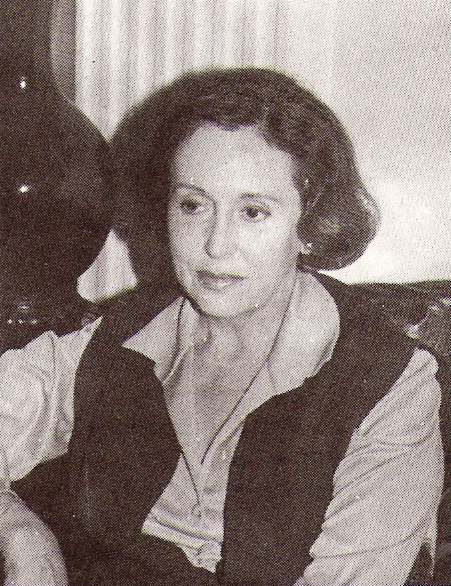
Martha Mercader

Martha Mercader (* 27. Februar 1926 in La Plata, Argentinien; † 17. Februar 2010) war eine argentinische Schriftstellerin, Journalistin, Theaterautorin und Filmschaffende sowie Politikerin. Bekannt wurde sie vor allem für ihren 1980 erschienenen Roman Juanamanuela, mucha mujer über das Leben von Juana Manuela Gorriti, einer argentinischen Schriftstellerin des 19. Jahrhunderts, von dem bis jetzt über 100.000 Stück verkauft wurden und der immer noch neue Auflagen erlebt. Mit Silvina Bullrich, Beatriz Guido und Angélica Bosco zählt Martha Mercader zu den erfolgreichsten argentinischen Autorinnen ihrer Zeit.

## Leben
Martha Mercader wurde an der Escuela Normal Nacional „Mary O. Graham“ in La Plata zur Lehrerin ausgebildet (Abschluss 1944). Anschließend absolvierte sie bis 1948 ein Anglistikstudium für das Lehramt an Höheren Schulen an der Facultad de Humanidades der Universidad Nacional de La Plata und erwarb 1949/1950 an der Universität von London ein Diplom für den Unterricht des Englischen als Fremdsprache. Von 1948 bis 1959 unterrichtete sie Englisch an verschiedenen Gymnasien. 1953 schloss sie eine Ausbildung zur Englisch-Übersetzerin an der Juridischen Fakultät der Universidad Nacional de La Plata mit dem Titel „Traductora Pública Nacional“ (gerichtlich beeidete Übersetzerin) ab. Später übersetzte sie etwa 20 Bücher aus dem Englischen und mehrere aus dem Französischen für diverse Verlage. Sie arbeitete auch als Journalistin für Zeitungen, Zeitschriften, Radio und Fernsehen. Von 1963 bis 1966 bekleidete sie das Amt einer Directora de Cultura de la Provincia de Buenos Aires. Von 1984 bis 1989 war sie Leiterin des Gymnasiums Colegio Mayor Argentino „Nuestra Señora de Luján“ in Madrid, das dem argentinischen Unterrichtsministerium untersteht. Von 1993 bis 1997 war sie Abgeordnete in der Cámara de Diputados de la Nación für die Partei Unión Cívica Radical.

## Preise und Stipendien
- 1949–1950 Stipendium des British Council.
- 1966 3. Preis des Premio Municipal de Buenos Aires für Octubre en el espejo.
- 1975 2. Preis des Premio Municipal de Buenos Aires für Solamente ella.
- 1977 1. Preis: Premio de la Asociación Argentina de Cultura Inglesa für La biblioteca de ilimitados libros ingleses de Borges.
- 1981 1. Preis: Premio Municipal de Buenos Aires für Juanamanuela, mucha mujer.
- 1981 Premio del Club de los XIII für Juanamanuela, mucha mujer.
- 1984 Diploma al Mérito der Fundación Konex in der Sparte Kinderliteratur.
- 1985 Premio „Estrella de la Nieve“, der Asociación de Mujeres de Negocios y Profesionales für ihre Verdienste um die argentinische Kultur, insbesondere die Frauenkultur.

## Werk

### Romane
- Los que viven por sus manos, Buenos Aires: Editorial Sudamericana, 1973;
- Solamente ella, Editorial Plus Ultra, 1976; Neuauflage Editorial Bruguera 1981;
- Juanamanuela, mucha mujer, Buenos Aires: Sudamericana, 1980; 20 Auflagen. In Spanien wieder aufgelegt vom Verlag Planeta.
- Belisario en son de guerra, Barcelona, Editorial Planeta, 1984;
- Donar la memoria, 2000.

### Theaterstücke
- Una corona para Sanón 1967 Kinderkomödie, uraufgeführt im Teatro Municipal General San Martín in Buenos Aires.
- Amor de cualquier humor (1982), uraufgeführt im Museo Enrique Larreta in Buenos Aires.

### Erzählungen und Kurzgeschichten
- Octubre en el espejo, Buenos Aires: Editorial Sudamericana, 1966
- De mil amores, Buenos Aires: Editorial Sudamericana, 1982
- La chuña de los huevos de oro, Buenos Aires: Editorial Legasa, 1982.
- Decir que no, Buenos Aires: Editorial Bruguera, 1983
- El hambre de mi corazón, Buenos Aires: Editorial Sudamericana, 1989 und 1991.

### Essays
- Cultura. Problema político de la Provincia de Buenos Aires, 1965;
- Para ser una mujer, Editorial Planeta, 1992.

### Kinderliteratur
- Conejitos con hijitos, Editorial Plus Ultra, 1976;
- La Fuga, Buenos Aires: Ediciones de la Flor, 1978;
- Un cuento de pilas y pilas de cuentos. Buenos Aires, Editorial Sudamericana, 1982.
- Cuentos de un dormilón, Buenos Aires: Editorial Sudamericana, 1983;
- Una abuela y ciento veinte millones de nietos, Buenos Aires: Editorial Sudamericana, 1984;
- De amistades y encuentros, Buenos Aires: Sigmar, 1997

## Fernsehdrehbücher
1969–1971: Mitautorin und Drehbuchschreiberin für die Sendung „Cosa Juzgada“ in Canal 11.

## Filmdrehbücher
Drehbuchautorin von „Solamente ella“, in Zusammenarbeit mit Lucas Demare.